# Christian Kabasele
Christian Kabasele (Lubumbashi, 24 febbraio 1991) è un calciatore belga di origini congolesi, difensore dell'Udinese.

## Biografia
Anche suo fratello Nathan e suo zio Dieumerci Mbokani sono calciatori.

## Caratteristiche tecniche
Di ruolo difensore centrale, dispone di buona tecnica e fisicità.

## Carriera

### Club
Inizia la sua carriera da calciatore professionista nel 2008 quando viene acquistato dall'Eupen. Dopo solo due stagioni trascorse prevalentemente in panchina, viene mandato in prestito al Malines per giocare con continuità. Debutta il 12 febbraio nel match vinto contro il Westerlo subentrando a Jonathan Wilmet. Segna la sua prima rete in carriera nel match vinto contro il Lierse.
Il 22 agosto 2011 viene acquistato dal Ludogorec, società calcistica della città di Razgrad. Mette a segno la sua prima rete con i biancoverdi nell'incontro vinto per 2-0 contro il Kaliakra.
Il 16 agosto 2012 fa ritorno all'Eupen.
Il 9 gennaio 2014 viene annunciato il suo acquisto da parte del Genk che, contestualmente, lo lascia in prestito all'Eupen sino al termine della stagione.
Il 1º luglio 2016 sigla un contratto quinquennale con il Watford.
Il 25 luglio 2023 è ufficiale il suo passaggio all'Udinese. Fa il suo esordio con i friulani nonché in serie A il 20 agosto, nella partita persa in casa contro la Juventus per 3-0, in cui gioca titolare. Il 3 dicembre segna la sua prima rete in serie A, nel pareggio casalingo contro il Verona (3-3).

### Nazionale
Nel 2011 viene convocato dal C.T. della Nazionale belga Under-21 dopo le ottime amichevoli svolte con l'Under-19.
Nel giugno 2016, in virtù del forfait del difensore Lombaerts, viene convocato dalla nazionale maggiore per Euro 2016 in Francia. Mai impiegato nel corso del torneo, fa il suo esordio con la massima selezione belga il 9 novembre 2016 nell'amichevole pareggiata 1-1 in casa dei Paesi Bassi.

## Statistiche

### Presenze e reti nei club
Statistiche aggiornate al 2 novembre 2024.
| Stagione        | Squadra         | Campionato      | Campionato | Campionato | Coppe nazionali | Coppe nazionali | Coppe nazionali | Coppe continentali | Coppe continentali | Coppe continentali | Altre coppe | Altre coppe | Altre coppe | Totale | Totale |
| Stagione        | Squadra         | Comp            | Pres       | Reti       | Comp            | Pres            | Reti            | Comp               | Pres               | Reti               | Comp        | Pres        | Reti        | Pres   | Reti   |
| --------------- | --------------- | --------------- | ---------- | ---------- | --------------- | --------------- | --------------- | ------------------ | ------------------ | ------------------ | ----------- | ----------- | ----------- | ------ | ------ |
| 2008-2009       | Eupen           | D2              | 5          | 0          | CB              | 1               | 0               | -                  | -                  | -                  | -           | -           | -           | 6      | 0      |
| 2009-2010       | Eupen           | D2              | 1+1        | 0          | CB              | -               | -               | -                  | -                  | -                  | -           | -           | -           | 2      | 0      |
| 2010-gen. 2011  | Eupen           | D2              | 3          | 0          | CB              | 2               | 0               | -                  | -                  | -                  | -           | -           | -           | 5      | 0      |
| gen.-giu. 2011  | Malines         | D1              | 1+3        | 0+1        | CB              | -               | -               | -                  | -                  | -                  | -           | -           | -           | 4      | 1      |
| 2011-2012       | Ludogorec       | PFL             | 11         | 3          | CB              | 3               | 3               | -                  | -                  | -                  | -           | -           | -           | 14     | 6      |
| 2012-2013       | Eupen           | D2              | 26         | 4          | CB              | -               | -               | -                  | -                  | -                  | -           | -           | -           | 26     | 4      |
| 2013-2014       | Eupen           | D2              | 26+3       | 2          | CB              | 1               | 0               | -                  | -                  | -                  | -           | -           | -           | 30     | 2      |
| Totale Eupen    | Totale Eupen    | Totale Eupen    | 61+4       | 6          |                 | 4               | 0               |                    | -                  | -                  |             | -           | -           | 69     | 6      |
| 2014-2015       | Genk            | D1              | 28+6       | 2+0        | CB              | 1               | 0               | -                  | -                  | -                  | -           | -           | -           | 35     | 2      |
| 2015-2016       | Genk            | D1              | 30+10      | 4+0        | CB              | 4               | 1               | UEL                | 2                  | -                  | -           | -           | -           | 46     | 5      |
| Totale Genk     | Totale Genk     | Totale Genk     | 58+16      | 6          |                 | 5               | 1               |                    | 2                  | 0                  |             | -           | -           | 81     | 7      |
| 2016-2017       | Watford         | PL              | 16         | 2          | FACup+CdL       | 1+1             | 1+0             | -                  | -                  | -                  | -           | -           | -           | 18     | 3      |
| 2017-2018       | Watford         | PL              | 28         | 2          | FACup+CdL       | 2+1             | 0               | -                  | -                  | -                  | -           | -           | -           | 31     | 2      |
| 2018-2019       | Watford         | PL              | 21         | 0          | FACup+CdL       | 1+1             | 0               | -                  | -                  | -                  | -           | -           | -           | 23     | 0      |
| 2019-2020       | Watford         | PL              | 27         | 0          | FACup+CdL       | 1+3             | 0               | -                  | -                  | -                  | -           | -           | -           | 31     | 0      |
| 2020-2021       | Watford         | FLC             | 20         | 1          | FACup+CdL       | 0+1             | 0               | -                  | -                  | -                  | -           | -           | -           | 21     | 1      |
| 2021-2022       | Watford         | PL              | 16         | 0          | FACup+CdL       | 0+1             | 0               | -                  | -                  | -                  | -           | -           | -           | 17     | 0      |
| 2022-2023       | Watford         | FLC             | 25         | 1          | FACup+CdL       | 0+0             | 0               | -                  | -                  | -                  | -           | -           | -           | 25     | 1      |
| Totale Watford  | Totale Watford  | Totale Watford  | 153        | 6          |                 | 13              | 1               |                    | -                  | -                  |             | -           | -           | 166    | 7      |
| 2023-2024       | Udinese         | A               | 13         | 1          | CI              | 1               | 0               | -                  | -                  | -                  | -           | -           | -           | 14     | 1      |
| 2024-2025       | Udinese         | A               | 11         | 2          | CI              | 1               | 0               | -                  | -                  | -                  | -           | -           | -           | 12     | 2      |
| Totale Udinese  | Totale Udinese  | Totale Udinese  | 24         | 3          |                 | 2               | 0               |                    | -                  | -                  |             | -           | -           | 26     | 3      |
| Totale carriera | Totale carriera | Totale carriera | 241        | 25         |                 | 27              | 5               |                    | 2                  | 0                  |             | -           | -           | 360    | 30     |

### Cronologia presenze e reti in nazionale
| Cronologia completa delle presenze e delle reti in nazionale ― Belgio | Cronologia completa delle presenze e delle reti in nazionale ― Belgio | Cronologia completa delle presenze e delle reti in nazionale ― Belgio | Cronologia completa delle presenze e delle reti in nazionale ― Belgio | Cronologia completa delle presenze e delle reti in nazionale ― Belgio | Cronologia completa delle presenze e delle reti in nazionale ― Belgio | Cronologia completa delle presenze e delle reti in nazionale ― Belgio | Cronologia completa delle presenze e delle reti in nazionale ― Belgio |
| Data                                                                  | Città                                                                 | In casa                                                               | Risultato                                                             | Ospiti                                                                | Competizione                                                          | Reti                                                                  | Note                                                                  |
| --------------------------------------------------------------------- | --------------------------------------------------------------------- | --------------------------------------------------------------------- | --------------------------------------------------------------------- | --------------------------------------------------------------------- | --------------------------------------------------------------------- | --------------------------------------------------------------------- | --------------------------------------------------------------------- |
| 9-11-2016                                                             | Amsterdam                                                             | Paesi Bassi                                                           | 1 – 1                                                                 | Belgio                                                                | Amichevole                                                            | -                                                                     |                                                                       |
| 14-11-2017                                                            | Bruges                                                                | Belgio                                                                | 1 – 0                                                                 | Giappone                                                              | Amichevole                                                            | -                                                                     |                                                                       |
| Totale                                                                |                                                                       | Presenze                                                              | 2                                                                     |                                                                       | Reti                                                                  | 0                                                                     |                                                                       |

## Palmarès

### Club

#### Competizioni nazionali
- Coppa di Bulgaria: 1

Ludogorec: 2011-2012